# Người Canada gốc Estonia
Người Canada gốc Estonia (tiếng Anh: Estonian Canadians, tiếng Estonia: Kanada eestlased) là công dân Canada hoặc cư dân gốc người Estonia hoặc những người Estonia sinh cư trú tại Canada. Hiện có 24.530 người gốc Estonia sống ở Canada.(theo một số nguồn lên đến 50.000 người).
Vào cuối những năm 1940 và đầu những năm 1950, khoảng 17.000 người đã đến Canada. Thành phố có dân số Estonia lớn nhất bên ngoài Estonia là Toronto. Liên hoan Thế giới Estonian đầu tiên được tổ chức tại Toronto vào năm 1972.
Một số người Canada gốc Estonia đáng chú ý bao gồm Kalle Lasn, Endel Tulving, Elmar Tampõld và Uno Prii.